# An Vang
An Vang (kitajsko: 王安; pinjin: Wáng Ān), kitajsko-ameriški računalniški inženir in izumitelj, * 7. februar 1920, Šanghaj, Kitajska, † 24. marec 1990.